# Paxtepec, Hidalgo
Paxtepec är en ort i Mexiko.   Den ligger i kommunen Santiago Tulantepec de Lugo Guerrero och delstaten Hidalgo, i den sydöstra delen av landet, 100 km nordost om huvudstaden Mexico City. Paxtepec ligger 2 320 meter över havet och antalet invånare är 1 347.
Terrängen runt Paxtepec är kuperad åt sydväst, men åt nordost är den platt. Runt Paxtepec är det tätbefolkat, med 476 invånare per kvadratkilometer. Närmaste större samhälle är Tulancingo, 7,9 km öster om Paxtepec. Omgivningarna runt Paxtepec är en mosaik av jordbruksmark och naturlig växtlighet.